# Championnats du monde de gymnastique aérobic 1998
Navigation
Édition précédente Édition suivante
Les championnats du monde de gymnastique aérobic 1998, quatrième édition des championnats du monde de gymnastique aérobic, ont eu lieu les 15 et 16 mai 1998 à Catane, en Italie. Les épreuves individuelles sont remportées par l'Espagnol Jonathan Canada chez les hommes et par la Japonaise Yuriko Ito chez les femmes.

## Résultats

### Individuel femmes
| Rang | Gymnaste          | Pays             | Points |
| ---- | ----------------- | ---------------- | ------ |
|      | Yuriko Ito        | Japon            | 17.25  |
|      | Isamara Secati    | Brésil           | 16.65  |
|      | Izabela Lăcătuș   | Roumanie         | 16.60  |
| 4    | Juanita Little    | Australie        | 16.50  |
| 5    | Chloé Maigre      | France           | 16.05  |
| 6    | Tammy Zoutendyk   | Afrique du Sud   | 15.95  |
| 7    | Kylie Carter      | Nouvelle-Zélande | 14.90  |
| 8    | Orletta Tamantini | Italie           | 14.750 |
| 9    | Janka Daubner     | Allemagne        | 13.85  |

### Individuel hommes
| Rang | Gymnaste             | Pays         | Points |
| ---- | -------------------- | ------------ | ------ |
|      | Jonathan Canada      | Espagne      | 19.10  |
|      | Kwang-Soo Park       | Corée du Sud | 17.10  |
|      | Stanislav Marchenkov | Russie       | 16.95  |
| 4    | Kaloyan Kaloyanov    | Bulgarie     | 16.55  |
| 5    | Claudiu Moldovan     | Roumanie     | 16.20  |
| 6    | Dean Wright          | Australie    | 16.05  |
| 7    | Olivier Florid       | France       | 15.65  |
| 8    | Nick Beyeler         | Suisse       | 14.90  |
| 9    | Marco Bisciaio       | Italie       | 13.80  |

### Couples
| Rang | Gymnastes                            | Pays      | Points |
| ---- | ------------------------------------ | --------- | ------ |
|      | Tatiana Soloviova, Vladislav Oskner  | Russie    | 17.75  |
|      | Konstantza Popova, Kaloyan Kaloyanov | Bulgarie  | 17.60  |
|      | Izabela Lăcătuș, Claudiu Varlam      | Roumanie  | 16.10  |
| 4    | Reka Meszaros, Norbert Baucsek       | Hongrie   | 15.70  |
| 5    | Sandra Arrigada, Jaime Salgado       | Chili     | 15.35  |
| 6    | Janka Daubner, Chris Harvey          | Allemagne | 15.20  |
| 7    | Henrik Bramsved, Marika Gustafsson   | Suède     | 15.15  |
| 8    | Erika Perugini, Daniele Pierantonio  | Italie    | 13.65  |
| 9    | Stephan Brecard, Rachel Muller       | France    | 13.30  |

### Trio
| Rang | Gymnastes                                            | Pays         | Points |
| ---- | ---------------------------------------------------- | ------------ | ------ |
|      | Attila Katus, Tamas Katus, Romeo Szentgyorgyi        | Hongrie      | 16.55  |
|      | Dorel Mois, Claudiu Moldovan, Claudiu Varlam         | Roumanie     | 16.25  |
|      | Maria Holmgren, Helene Nilsson, Kim Wickman          | Suède        | 15.87  |
| 4    | Stanislav Marchenkov, Vadim Mikhailov, Denis Belikov | Russie       | 15.55  |
| 5    | Grégory Alcan, Xavier Julien, Olivier Salvan         | France       | 15.00  |
| 6    | Won-Sil Choi, Hyun-Sung Ki, Kwang-Soo Park           | Corée du Sud | 14.95  |
| 7    | Marie-Catherine Boesa, Jana Heinze, Sandra Schlueter | Allemagne    | 14.835 |
| 8    | Yumi Kobayashi, Kumi Sato, Hiroko Watabe             | Japon        | 13.758 |
| 9    | Giacomo Piccoli, Giovanna Lecis, Marco Bisciaio      | Italie       | 13.044 |

## Tableau des médailles
| Rang | Nation       | Or | Argent | Bronze | Total |
| ---- | ------------ | -- | ------ | ------ | ----- |
| 1    | Russie       | 1  | 0      | 1      | 2     |
| 2    | Hongrie      | 1  | 0      | 0      | 1     |
| 2    | Japon        | 1  | 0      | 0      | 1     |
| 2    | Espagne      | 1  | 0      | 0      | 1     |
| 5    | Roumanie     | 0  | 1      | 2      | 3     |
| 6    | Bulgarie     | 0  | 1      | 0      | 1     |
| 6    | Corée du Sud | 0  | 1      | 0      | 1     |
| 6    | Brésil       | 0  | 1      | 0      | 1     |
| 9    | Suède        | 0  | 0      | 1      | 1     |